# 氯化苄
氯化苄（化学式：C6H5CH2Cl），又名苄基氯、苯氯甲烷、苄氯，是苯上一个氢原子被氯甲基取代后形成的化合物，也是重要的有机合成中间体。

## 性质
氯化苄在通常情况下为无色或微黄色有强烈刺激性气味的液体，有催泪性。与氯仿、乙醇、乙醚等有机溶剂混溶。不溶于水，但可以与水蒸气一起挥发。水解生成苯甲醇。在铁存在下加热迅速分解。
苄氯有毒，可燃，在空气中可形成爆炸性混合物。遇明火、高温或与氧化剂接触有爆炸燃烧的危险。有潜在的致癌性：动物为阳性反应，人为不肯定反应。对微生物有致突变性。眼部与之接触可能造成永久损害，可能引起结膜和角膜蛋白变性。有腐蚀性，皮肤接触时轻者会造成灼伤、疼痛数小时，严重时可引起大疱、红疹或湿疹。持续吸入高浓度蒸汽会造成呼吸道炎症，甚至肺水肿。吞食会造成胃肠道刺激反应、头晕、头痛、恶心、呕吐和中枢神经系统控制。

## 制备
由液相或气相干燥不含铁质的甲苯与氯在光照或在催化剂存在下侧链自由基氯化制得。 反应通常得到含氯化苄、二氯化苄和三氯甲苯的混合物，如控制反应条件（反应物之间配比、反应温度等）可得到其中一种作为主要的产品，再经分馏氯化产物，即得氯化苄。
反应副产氯化氢经水吸收可得盐酸；二氯化苄水解得苯甲醛。
氯化苄也可通过苯的布兰克氯甲基化反应、甲苯在催化剂过氧化物存在下与氯化亚砜反应，或苯甲醇与过量浓盐酸混合反应制取。

## 用途
氯化苄是重要的化工原料，广泛用于药物、染料、香料、增塑剂、合成树脂及其他含苄基化合物的制造生产中。其用途有 （页面存档备份，存于）：
- 给醇和羧酸上苄基保护基（分别生成苄基醚和苄基酯）。
- 合成安非他命类毒品。因此氯化苄在很多国家都属于受到管制的化学品之一。
- 在碱存在下加热水解为苯甲醇。
- 与氰化钠作用生成苯乙腈。
- 低温氯化生成对氯氯苄。
- 铝汞齐催化剂存在下与苯反应生成二苯甲烷。
- 与硫化钠反应生成二苄基硫醚。
- 与乌洛托品或氨水反应生成苯乙胺。
- 与液氨在乙醇中反应生成二苄胺。
- 合成苯扎氯铵。
- 合成苯甲地那銨，世界上最苦的物質。